# Kragenæs
Kragenæs er en havneby ved Smålandsfarvandet på det nordlige Lolland, beliggende 10 km øst for Horslunde, 19 km nordøst for Nakskov og 24 km nordvest for Maribo. Den hører til Lolland Kommune og ligger i Region Sjælland. Kragenæs har færgeruter til Fejø og Femø.
Kragenæs hører til Birket Sogn. Birket Kirke ligger i landsbyen Lindet 4 km sydvest for Kragenæs.

## Faciliteter
Byen har en købmand. Kragenæshus er et botilbud for mennesker med nedsat fysisk funktionsevne på grund af medfødte hjerneskader.
Kragenæs er et turiststed. Syd for færgehavnen er der lystbådehavn, der er udvidet i 1993 og drives sammen med en campingplads. 1 km syd for byen ligger monumentet Dodekalitten, der består af 12 stenstøtter med indbygget musik.

## Historie
På Ravnsby Bakke 4 km syd for Kragenæs ligger voldstedet Ravnsborg, der gav navn til Ravnsborg Kommune, som Kragenæs hørte til 1970-2006.
I 1899 beskrives Kragenæs således: "Kragenæs med Havn (anlagt 1879, uddybet i de sidste Aar til omtr. 12 F.), hvorfra Færgefart til Fejø, Kro og Købmandsforretn.;"

### Jernbanen
Kragenæs havde station på Nakskov-Kragenæs Jernbane (1915-67). Som endestation havde Kragenæs drejeskive og en enkeltsporet remise. Oprindeligt havde stationen 4 spor, men et af dem blev reduceret til et stikspor. Stationsbygningen er bevaret på Remisevej 4.

### Kragenæs Kro
Den nuværende kro er bygget i starten af 1980'erne efter at den gamle brændte i en snestorm i vinteren 1978-79, som man på Lolland-Falster kalder "Snekrigen". Branden var opstået i de elektriske installationer, og Brandvæsenet kunne ikke komme frem for sne. Kroens café Udsigten ude på havnen er bygget i 2007 efter at det gamle træhus blev ødelagt af stormfloden i november 2006.

## Galleri
- Kragenæs set fra Dodekalitten.
- Købmanden
- Kragenæs Remise.